# Fire Emblem Echoes: Shadows of Valentia
Fire Emblem Echoes: Shadows of Valentia (Japans: ファイアーエムブレム エコーズ もうひとりの英雄王; aiā Emuburemu Ekōzu: Mō Hitori no Eiyū-ō) is een tactisch rollenspel uit 2017 ontwikkeld door Intelligent Systems en uitgegeven door Nintendo voor de Nintendo 3DS. Het spel behoort tot de Fire Emblem-spelreeks.

## Spel
Fire Emblem Echoes: Shadows of Valentia is een herziene versie van Fire Emblem Gaiden uit 1992 voor de NES. Het spel bevat een aantal verschillende elementen van zijn voorganger zoals schaalbare kaarten en vereenvoudigde spelmechaniek. Vanwege deze veranderingen wordt het als bijzonder gezien in de serie, omdat deze elementen pas veel later zijn terug te vinden in andere delen in de serie. Er zijn, in tegenstelling tot de voorgaande delen als Fire Emblem Awakening en Fire Emblem Fates, twee verschillende moeilijkheidsgraden in plaats van drie: "Normal" (normaal) en "Hard" (moeilijk). De casual mode, waardoor de permanent death uitgeschaked wordt, uit Awakening en Fates, keert wel terug in Echoes.
Fire Emblem Echoes introduceert een nieuw gameplay-element, waarmee de speler in een third-person weergave kerkers en grotten kan verkennen. De speler kan hiermee zeldzame items vinden of een gevecht tegen een vijand beginnen.
Fire Emblem Echoes heeft een herziene versie van de fatigue meter ("vermoeidheidsmeter") uit Gaiden. In Gaiden konden eenheden niet vechten als ze te vermoeid waren, in Echoes is het slechts dat hun maximale HP tijdelijk wordt verlaagd.
Een ander nieuw gameplay-element is de zogeheten Mila's Turnwheel, waarmee de speler zijn laatste actie ongedaan kan maken.

### Plot
Het spel volgt jeugdvrienden Alm en Celica in een oorlog tussen hun eigen naties. Door strijdende goden is Valentia verdeeld in twee koninkrijken. Zij moeten daarbij opnieuw de vrede zien te herstellen.

## Ontwikkeling
Het spel werd aangekondigd begin 2017 tijdens een Nintendo Direct-sessie over Fire Emblem. Het spel is uitgegeven als twee versies; een normale en een speciale versie. De verschillen zijn afhankelijk van de regio waarin het werd uitgegeven. Gelijktijdig met het uitbrengen van het spel zijn er ook amiibo-figuren verschenen. Deze amiibo ontsluiten een speciale kerker in het spel met eindbazen en voorwerpen.
Shadows of Valentia bevat Engelstalige stemmen zonder een tweetalige optie, de Japanse stemmen zijn daarom niet beschikbaar in Westerse versies van het spel.
Er zijn vijf verschillende pakketten met downloadbare inhoud verschenen.